# Uta Schorn (Turnerin)
Uta Schorn (* 7. August 1957 in Leverkusen) ist eine ehemalige deutsche Kunstturnerin.

## Leben
Schorn war 1972 bis 1974 dreimal in Folge bundesdeutsche Mehrkampfmeisterin im Kunstturnen. Insgesamt gewann sie 14 Meistertitel und war damit deutsche Rekordhalterin. Bei den Olympischen Sommerspielen 1972 in München erreichte sie das Mehrkampffinale und belegte den 23. Platz. 1973 gewann sie bei der Europameisterschaft in London die Bronzemedaille im Pferdsprung, die bis dahin erste internationale Medaille einer westdeutschen Turnerin überhaupt. Dafür wurde sie in der Bundesrepublik zur Sportlerin des Jahres gewählt. Sie ist die einzige Turnerin, der diese Auszeichnung zuteilwurde, die nach ihr bei den Männern die Kunstturner Eberhard Gienger und Fabian Hambüchen jeweils zweimal erreichten, und Lukas Dauser einmal. 1976 nahm sie an den Olympischen Sommerspielen in Montreal teil, kam dort aber nicht ins Mehrkampffinale.
1974 erhielt sie den Bronzenen „Bravo Otto“ der Jugendzeitschrift Bravo.
Uta Schorn startete bei Wettkämpfen für TuS 04 Leverkusen. 1973 wechselte sie zum TV Wattenscheid 01, mit dem sie deutsche Mannschaftsmeisterin wurde.